# Wicked: The Soundtrack
Wicked: The Soundtrack é o álbum de trilha sonora do filme musical épico de fantasia de 2024, Wicked, dirigido por Jon M. Chu. Este é o primeiro de dois filmes que adaptaram o musical teatral de mesmo nome de Stephen Schwartz e Winnie Holzman. O álbum foi lançado pela Republic Records e Verve Records em 22 de novembro de 2024, mesma data de lançamento do filme nos cinemas nos Estados Unidos. Além do elenco do filme, a trilha sonora é creditada a Cynthia Erivo e Ariana Grande, como as duas protagonistas do longa, que aparecem em sete das onze faixas do lançamento padrão.

## Antecedentes
O álbum da trilha sonora é composto por 11 músicas do filme, com todas as músicas do primeiro ato do musical original incluídas. Cynthia Erivo e Ariana Grande, que interpretam Elphaba e Glinda, respectivamente, aparecem em sete músicas cada uma. A maioria das vozes foi gravada ao vivo no set, em vez de em um estúdio de gravação.
 

Foi produzido pelo compositor de Wicked Stephen Schwartz, Greg Wells e Stephen Oremus, e foi mixado por Wells. Todas as músicas foram orquestradas por Jeff Atmajian. Mike Knobloch, Presidente de Música e Publicação na NBCUniversal, afirmou que Schwartz, Wells, Oremus e a equipe de produção queriam que o álbum fosse "uma experiência auditiva independente e completa" do próprio filme. Ele ainda afirmou: n
| “ | A gravação do elenco original é icônica, então a prioridade número um era não estragá-la. Também tem sido uma grande oportunidade fazer uma trilha sonora para um musical amado que será apenas o segundo álbum de Wicked em duas décadas. Mas, enquanto nossa missão principal era fazer o filme, não queríamos que a trilha sonora fosse simplesmente um produto 'copiado e colado'." | ” |

## Produção
O trabalho na trilha sonora começou no início do processo de pré-produção do filme, já que os números musicais seriam, em grande parte, o motor da produção. O processo começou com o desenvolvimento das faixas instrumentais das músicas e a gravação de demos em fases. O filme utilizou uma grande orquestra, em contraste com as menores orquestras de pit usadas nas produções da Broadway. Schwartz afirmou: "Há este enorme e mágico mundo que Jon Chu criou e a música precisava ter a dimensão para ocupar esse mundo... As músicas precisavam ser ajustadas com base na ação que estamos vendo na tela. Em alguns casos, as coisas foram expandidas."
As vozes do elenco foram gravadas ao longo das filmagens, o que exigiu o trabalho do engenheiro de som Simon Hayes, que atuou com a mixagem de som ao vivo. Cada ator foi equipado com três microfones: um microfone de boom e dois microfones de lapela. Eles também foram equipados com monitores intra-auriculares que tocavam as faixas de apoio de estúdio finalizadas ou um teclado ao vivo. Quando certas restrições de filmagem não permitiram que os atores cantassem a peça inteira ao vivo, suas performances ao vivo foram intercaladas com suas vozes pré-gravadas em estúdio. Schwartz afirmou: "A forma como as vozes deles soavam no estúdio de gravação precisava corresponder ao som que tinham quando estavam em um palco de som, e isso foi complicado. Tínhamos uma equipe técnica forte e estávamos muito cientes desde o início de que iríamos misturar e combinar."

### Membros musicais
A música "Popular" foi o primeiro número musical filmado para o filme. Schwartz, Wells e Oremus propuseram modificar o ritmo da versão do musical no palco e "dar uma apimentada com hip-hop", mas Grande insistiu que a canção permanecesse fiel ao original. A música apresenta um final estendido com mudanças adicionais de tom.
A sequência "Defying Gravity" foi filmada cerca de um ano após o início da produção, tendo sido adiada pela greve do SAG-AFTRA de 2023. Erivo declarou que queria que a voz da personagem crescesse ao longo da música. Durante as gravações das faixas de ensaio da música, Erivo primeiro cantou o grito de batalha final "corretamente" antes de Schwartz incentivá-la a tentar diferentes variações. Ela afirmou: "Eu sempre estava ansiosa por aquele momento, só porque tudo se constrói até ali. Seu corpo, seu cérebro, sua mente - e seu coração, realmente - estão esperando para poder soltar aquela nota final, porque é o momento final em que [Elphaba] pode se tornar ela mesma".
"Ozdust Duet", uma nova faixa orquestral, está incluída como faixa bônus em versões digitais do álbum. Ela combina elementos de "Dancing Through Life" e "For Good", sendo esperado que este último seja incluído no segundo filme.

## Lançamento
O álbum da trilha sonora foi lançado em 22 de novembro de 2024. Além do download digital e streaming, também foi lançado em CD, LP e picture disc. Variantes exclusivas do CD e LP foram lançadas na Target e Barnes & Noble. Após seu lançamento, festas de lançamento do álbum da trilha sonora foram realizadas em lojas de música em todo os Estados Unidos de 22 a 24 de novembro de 2024.

### Singles
Em 21 de novembro de 2024, Hits Daily Double relatou que "Popular" e "Defying Gravity" eram esperados para serem lançados como singles. "Popular" fez sua estreia nas rádios dos Estados Unidos em 22 de novembro de 2024, na mesma data do lançamento do filme e da trilha sonora, como o single de rádio mainstream do álbum. "Popular" e "Defying Gravity" foram lançadas como singles na Itália em 13 de dezembro de 2024.

## Recepção comercial
Wicked: The Soundtrack se tornou a trilha sonora musical mais vista no Amazon Music nas primeiras 24 horas de seu lançamento. Nos três primeiros dias de seu lançamento, "Defying Gravity" havia sido reproduzida no Spotify 4,9 milhões de vezes; «Popular» a seguiu com 4,6 milhões de streams.
Nas listas Britânicas, Wicked: The Soundtrack estreou no número 1 da UK Compilation Chart, de downloads de álbuns e de álbuns de trilhas sonoras. Foi o maior debut de uma trilha sonora musical na década de 2020 e obteve as maiores vendas semanais de vinis de uma trilha sonora musical no século XXI. Na lista britânica de singles, «Defying Gravity» estreou no número 7, "Popular" estreou no número 13 e "What Is This Feeling?" estreou no número 17.
Nas listas australianas, a trilha sonora estreou no número 3 da lista de álbuns, enquanto "Defying Gravity" estreou no número 42 da lista de singles.
Nos Estados Unidos, prevê-se que o álbum consiga 109.000 unidades equivalentes a um álbum em sua primeira semana, com vendas de 80.000.

## Recepção crítica
| Críticas profissionais | Críticas profissionais |
| Avaliações da crítica  | Avaliações da crítica  |
| Fonte                  | Avaliação              |
| ---------------------- | ---------------------- |
| The Daily Telegraph'’  | [ 42 ]                 |

A trilha sonora recebeu elogios da crítica, com Chris Willman, da Variety, escrevendo que "o álbum coloca um ponto de exclamação adicional sobre a rara genialidade de Schwartz como melodista e letrista, ao estilo de [Stephen] Sondheim." Além de elogiar as performances vocais de Erivo e Grande, Stephen Daw, da Billboard, elogiou a orquestração e os vocais "poppy" atualizados fornecidos por Jonathan Bailey em "Dancing Through Life", observando que é uma melhoria em relação à sua versão do álbum original do elenco da Broadway.

## Alinhamento de faixas
Todas as faixas escritas e compostas por Stephen Schwartz. 
| Faixas de Wicked: The Soundtrack |                            | |         |  |
| N.º                              | Título                     | Intérprete(s)                                                                                              | Duração |  |
| 1.                               | "No One Mourns the Wicked" | Ariana Grande (com part. de Andy Nyman, Courtney-Mae Briggs, Jeff Goldblum, Sharon D. Clarke e Jenna Boyd) | 7:27    |  |
| 2.                               | "Dear Old Shiz"            | Coral de Shiz University Choir (com part. de Ariana Grande)                                                | 1:11    |  |
| 3.                               | "The Wizard and I"         | Cynthia Erivo (com part. de Michelle Yeoh)                                                                 | 5:36    |  |
| 4.                               | "What Is This Feeling?"    | Ariana Grande e Cynthia Erivo                                                                              | 3:48    |  |
| 5.                               | "Something Bad"            | Peter Dinklage (com part. de Cynthia Erivo)                                                                | 1:48    |  |
| 6.                               | "Dancing Through Life"     | Jonathan Bailey (com part. de Ariana Grande, Ethan Slater, Marissa Bode e Cynthia Erivo)                   | 9:47    |  |
| 7.                               | "Popular"                  | Ariana Grande                                                                                              | 4:01    |  |
| 8.                               | "I'm Not That Girl"        | Cynthia Erivo                                                                                              | 3:57    |  |
| 9.                               | "One Short Day"            | Cynthia Erivo, Ariana Grande, Kristin Chenoweth e Idina Menzel (com part. de Michael McCorry Rose)         | 6:32    |  |
| 10.                              | "A Sentimental Man"        | Jeff Goldblum                                                                                              | 2:12    |  |
| 11.                              | "Defying Gravity"          | Cynthia Erivo (com part. de Ariana Grande)                                                                 | 7:39    |  |
| Duração total:                   | Duração total:             | Duração total:                                                                                             | 53:58   |  |

| Faixa bônus no álbum digital |                |                      |         |  |
| N.º                          | Título         | Intérprete(s)        | Duração |  |
| 12.                          | "Ozdust Duet"  | The Wicked Orchestra | 2:11    |  |
| Duração total:               | Duração total: | Duração total:       | 56:18   |  |

Notas
- Comentários de Schwartz estão incluídos como uma faixa adicional na edição do álbum do Apple Music.[1]
- Versões truncadas de "Popular" e "Defying Gravity" que omitem diálogos aparecem como faixas adicionais em certas edições digitais do álbum.[44][45]

## Equipe
Todas as músicas são compostas por Stephen Schwartz.
- Stephen Schwartz – produtor
- Greg Wells – produtor, mixer, arranjador, teclados, guitarras, baixo, bateria, programação de sintetizadores
- Stephen Oremus – produtor, arranjador, maestro
- Jon M. Chu – produtor executivo do álbum
- Marc Platt – produtor executivo do álbum
- Maggie Rodford – supervisor musical
- Robin Baynton – editor vocal supervisionado e engenheiro
- Dominick Amendum – supervisor de produção musical, arranjador, teclados
- Ariana Grande – produtora vocal
- Cynthia Erivo – produtora vocal
- Laurence Anslow – mixagem adicional
- Jack Dolman – editor musical supervisionado
- Catherine Wilson – editor musical supervisionado
- Benjamin Holder – associado musical
- Jeff Atmajian – arranjador, orquestrador
- Nick Wollage – engenheiro de gravação, mixer orquestral
- Ian Kagey – engenheiro de gravação de coro
- John Prestage – gravador
- Jason Soudah – engenheiro assistente de canções
- Laura Beck – engenheira assistente
- Wil Jones – engenheiro assistente
- George Lloyd-Owen – engenheiro assistente
- Eve Morris – engenheira assistente
- Sean Phelan – engenheiro assistente
- Jonathan Beard – orquestração adicional
- Ed Trybeck – orquestração adicional
- Henri Wilkinson – orquestração adicional
- Ashley Andrew-Jones – edição de orquestra
- Douglas Romayne – maquetes de orquestração
- Kevin Kliesch – maquetes de orquestração
- Jordan Cox – preparação musical principal
- Global Music Service – preparação musical
- Aiden Davis – preparação musical
- James Reagan – preparação musical
- Brad Ritchie – preparação musical
- Jill Streater – bibliotecária
- Bronwen Chan – assistente musical
- Millie Davies – assistente de produção musical
- Sarah Burrell – estagiária de música
- Wai Yi Wong – estagiária de música
- Lucy Evans – assistente do supervisor musical
- John Angier – assistente musical para o Sr. Schwartz
- Aaron Kenny – assistente musical para o Sr. Schwartz
- Michael Cole – assistente do Sr. Schwartz
- Rory Calvert – equipe do AIR Studios
- Katy Jackson – equipe do AIR Studios
- Charlotte Matthews – equipe do AIR Studios
- Glen Mexted – equipe do AIR Studios
- Debby Waldron – equipe do AIR Studios
- Michael Hickey – equipe do Power Station
- Hayley Isaacson – equipe do Power Station
- Henry Reinach – equipe do Power Station
- Beth Scott – equipe do Power Station

### Músicos
- Jeremy Isaac – líder da orquestra
- Richard George – violino
- Fenella Barton – violino
- Mark Berrow – violino
- Daniel Bhattacharya – violino
- Natalia Bonner – violino
- Thomas Bowes – violino
- Charlie Brown – violino
- Ben Buckton – violino
- Emil Chakalov – violino
- Ralph de Souza – violino
- Christina Emanuel – violino
- Dai Emanuel – violino
- Jonathan Evans-Jones – violino
- Nina Foster – violino
- Kathy Gowers – violino
- Raja Halder – violino
- Marianne Haynes – violino
- Philippe Honoré – violino
- Ian Humphries – violino
- Martyn Jackson – violino
- Patrick Kiernan – violino
- Bea Lovejoy – violino
- Dorina Markoff – violino
- Laura Melhuish – violino
- John Mills – violino
- Steve Morris – violino
- Everton Nelson – violino
- Odile Ollagnon – violino
- Oscar Perks – violino
- Tom Pigott-Smith – violino
- Kotono Sato – violino
- Sarah Sexton – violino
- Anna Szabo – violino
- Cathy Thompson – violino
- Clare Thompson – violino
- Michael Trainor – violino
- Matthew Ward – violino
- Debbie Widdup – violino
- Warren Zielinski – violino
- Bruce White – viola
- Laurie Anderson – viola
- Nick Barr – viola
- Catherine Bradshaw – viola
- Reiad Chibah – viola
- Sue Dench – viola
- Clive Howard – viola
- Martin Humbey – viola
- Helen Kamminga – viola
- Peter Lale – viola
- Fiona Leggat – viola
- Lydia Lowndes-Northcott – viola
- Kate Musker – viola
- Andrew Parker – viola
- Bruce White – viola
- Nick Cooper – cello
- Adrian Bradbury – cello
- Tim Gill – cello
- Sophie Harris – cello
- Paul Kegg – cello
- David Lale – cello
- Rachael Lander – cello
- Vicky Matthews – cello
- Frank Schaefer – cello
- Bozidar Vukotic – cello
- Bruce White – cello
- Tony Woollard – cello
- Mary Scully – contrabaixo
- Steve Mair – contrabaixo
- Paul Kimber – contrabaixo
- Roger Linley – contrabaixo
- Rupert Ring – contrabaixo
- Steve Rossell – contrabaixo
- Ben Russell – contrabaixo
- Lucy Shaw – contrabaixo
- Beth Symmons – contrabaixo
- Laurence Ungless – contrabaixo
- Dominic Worsley – contrabaixo
- Karen Jones – flauta
- David Cuthbert – flauta
- Helen Keen – flauta
- Eliza Marshall – flauta
- Tim Rundle – oboé
- Janey Miller – oboé
- Sue Bohling – oboé
- John Anderson – oboé
- John Carnac – clarinete
- Duncan Ashby – clarinete
- Anthony Pike – clarinete
- Nicholas Rodwell – clarinete
- Gavin McNaughton – fagote
- Emma Harding – fagote
- Rachel Simms – fagote
- Simon Chiswell – fagote
- Richard Watkins – trompa
- Nigel Black – trompa
- Diego Incertis – trompa
- Corinne Bailey – trompa
- Phillippa Koush-Jalali – trompa
- Henry Ward – trompa
- Alexei Watkins – trompa
- Paul Booth – saxofone
- Sam Mayne – saxofone
- Nick Moss – saxofone
- Colin Skinner – saxofone
- Jamie Talbot – saxofone
- Philip Cobb – trompete
- Patrick White – trompete
- Daniel Newell – trompete
- Christian Barraclough – trompete
- Kate Moore – trompete
- Gareth Small – trompete
- Andy Wood – trombone
- Ed Tarrant – trombone
- Barry Clements – trombone
- Chris Augustine – trombone
- Jon Stokes – trombone
- Phil White – trombone
- Owen Slade – tuba, cimbasso
- Frank Ricotti – percussão
- Julian Poole – percussão
- Gary Kettel – percussão
- Chris Baron – tímpano
- Simon Chamberlain – piano
- Bryn Lewis – harpa
- Hugh Webb – harpa

### Vocalistas
- Wendi Bergamini
- Larkin Bogan
- Ashley Brown
- Michael Cole
- Meg Doherty
- Danny Drewes
- Alyssa Fox
- Caitlyn Gallogly
- Julie Garnyé
- Troy Iwata
- Jesse JP Johnson
- Kristoffer Cusick
- Pablo David Laucerica
- Ross Lekites
- Kara Lindsay
- Michael McCorry Rose
- Desi Oakley
- Allsun O'Malley
- Marissa Rosen
- Michael Seelbach
- Shayna Steele
- Nikki Renee Daniels
- Nicholas Ward
- Derrick Williams
- Max Chambers
- Scarlett Diviney
- Austin Elle Fisher
- Annika Reese Franklin
- Jackson Hayes
- Spencer Lincoln
- Theo Lowenstein
- Skylar Bohon Oremus
- Nora Winer
- Isabella Ye

## Desempenho nas tabelas músicas
| Tabela Musical (2024)                     | Posição máxima |
| ----------------------------------------- | -------------- |
| Austrália (ARIA)                          | 3              |
| Áustria (Ö3 Austria Top 40)               | 17             |
| Bélgica (Ultratop Flandres)               | 7              |
| Bélgica (Ultratop Valônia)                | 30             |
| Canadá (Billboard Canada)                 | 9              |
| Países Baixos (Dutch Charts)              | 9              |
| França (SNEP)                             | 38             |
| Alemanha (Offizielle Deutsche Charts)     | 16             |
| Islândia (Tónlistinn)                     | 27             |
| Itália (FIMI)                             | 42             |
| Japão (Oricon)                            | 11             |
| Japão (Billboard Japan)                   | 47             |
| Nova Zelândia (RMNZ)                      | 3              |
| Noruega (VG-lista)                        | 26             |
| Polónia (ZPAV)                            | 74             |
| Espanha (PROMUSICAE)                      | 6              |
| Suécia (Sverigetopplistan)                | 37             |
| Suíça (Schweizer Hitparade)               | 37             |
| Reino Unido (UK Compilation Albums Chart) | 1              |
| Estados Unidos (Billboard 200)            | 2              |

## Histórico de lançamento
| Região | Data                   | Formato(s)                            | Edição(s) | Gravadora(s)   | Ref.   |
| ------ | ---------------------- | ------------------------------------- | --------- | -------------- | ------ |
| Mundo  | 22 de novembro de 2024 | Download streaming CD LP Picture disc | Padrão    | Republic Verve | [ 25 ] |
| Mundo  | 6 de dezembro de 2024  | CD LP                                 | Edição Fã | Republic Verve | [ 63 ] |